# Summers Peak
Summers Peak är en bergstopp i Antarktis. Den ligger i Östantarktis. Australien gör anspråk på området. Toppen på Summers Peak är 2 280 meter över havet.
Terrängen runt Summers Peak är platt norrut, men söderut är den kuperad. Summers Peak är den högsta punkten i trakten. Trakten är obefolkad. Det finns inga samhällen i närheten. 